# Desa Rancabango (administrativ by i Indonesien, lat -6,38, long 107,67)
Desa Rancabango är en administrativ by i Indonesien.   Den ligger i provinsen Jawa Barat, i den västra delen av landet, 90 km öster om huvudstaden Jakarta.